# 阿菲
阿菲（義大利語：Affi），是意大利威尼托大区维罗纳省的一个市镇。总面积9.85平方公里，人口2335人，人口密度237.1人/平方公里（2009年）。国家统计（ISTAT）代码为023001。